# Портовая улица (Находка)
Порто́вая улица — старейшая улица города Находки, имевшая своё название. Вместе с Центральной площадью образует административно-деловой центр города.
На месте управления Торгового порта в начале XX века размещались хозяйства предпринимателя Эдуарда Иосифовича Саклина, его бухгалтера Дмитрия Дерюгина и Давида Николаевича Юдина. Предположительно в этом месте высадились переселенцы, основавшие деревню Американка в 1907 году. Улица с названием Деловая известна с 1930-х годов. Проходила от управления Торгового порта через Центральную площадь до устья реки Каменки, где начиналась дорога на Американку. На улице находились здания таможни и конторы порт-пункта Находка, морской вокзал. На месте памятника Ленину располагалось здание поселкового совета. В начале 2000-х гг. протяжённость исторической улицы была увеличена с 0,3 км до 6,5 км, до Приморского завода.
На историческом участке Портовой улицы находятся:
- Деловой центр «Находка»
- Деловой центр, дом № 3а
- Дом морских организаций, администрация порта Находка
- Находкинский филиал «Дальневосточного банка»
- Управление «Находкинского морского торгового порта»
- Здание мировых судей
- Находкинская таможня
- Находкинская служба территориального управления ФСБ